# Förhistorisk tid
"Forntiden" omdirigerar hit. Ej att förväxla med antiken eller arkaisk tid.

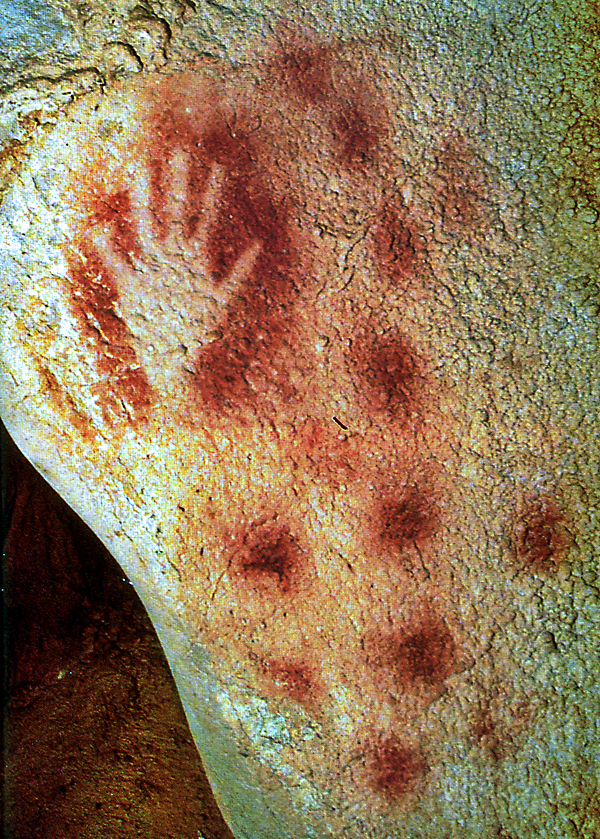
Förhistorisk grottkonst från Pech Merle i Frankrike.

Förhistorisk tid eller forntid (begreppen används ofta synonymt) kallas den tid där de skriftliga källorna är obefintliga eller alltför bristfälliga för att ge en täckande bild av historien. Historieskrivning om förhistorisk tid kallas förhistoria. Förhistorisk tid kan endast utforskas med arkeologiska metoder. Förhistoriens sista del, där de skriftliga källor som finns är av så dålig kvalitet att de mest är att beteckna som senare tiders sagor, kallas protohistorisk tid.
Förhistorien omfattar tiden från att människan börjar lämna arkeologiska spår av verktyg fram till historisk tid, och brukar i Gamla världen delas in enligt treperiodsystemet i stenåldern, bronsåldern och järnåldern. Tidpunkten för när den historiska tiden anses ta vid varierar mellan olika områden och kulturer, på grund av skillnader i utveckling av skrivkonst och historieskrivande. Förhistorien är tiden innan antiken i de delar av världen som hade en sådan epok. Vad gäller Mesopotamien, Egypten och Persien anses därmed att förhistorien slutade omkring 3000 före Kristus. I Kina upphör förhistorisk tid cirka 1500 f.Kr. och i Grekland cirka 750 år f.Kr. Civilisation växte fram i dessa områden tiden innan antiken, i slutet av den förhistoriska tiden. Förhistorisk tid upphör med kolonisation i Nya världen, exempelvis år 1788 i Australien och kring år 1900 i Nya Guinea.
Inom skandinavisk historieskrivning sträcker sig forntiden från människornas invandring till kristendomens införande på 1000-talet, eftersom runstenar i allmänhet är otillräckliga som historiska källor. Gränsen är emellertid flytande då det finns utländska historiska källor som belyser järnåldern i Skandinavien, och då det dröjde ytterligare några hundra år innan stora delar av Norrland beskrivs i skriftliga källor, och till 1400-talet innan Norra Norrland började koloniseras av nordisktalande. Vid forntidens slut inträder den skandinaviska medeltiden, och därmed historisk tid.

## Förhistoriska källor och discipliner
Det finns flera olika källor om den förhistoriska tiden. Bland dessa märks:
1. Arkeologiska fynd - fysiska lämningar och materiell kultur.
2. Skriftliga källor från omgivande områden - omgivningen kan befinna sig i historisk tid, medan det studerade området inte gör så.
3. Muntliga traditioner - dessa kan ha skrivits ned senare.
4. Språk och dess utveckling - språkliga variationer studeras inom lingvistik.
5. Naturvetenskapliga observationer - naturhistoriska data studeras inom paleontologi, geologi och ekologi med flera discipliner.
6. Gener och deras utveckling - genetiska variationer studeras inom populationsgenetik.

Det finns källkritiska eller metodologiska problem med alla dessa källor (liksom det gör med historiska källor) men mycket går dock att lära sig om den förhistoriska tiden ändå. Dessutom är det möjligt att dra slutsatser om historiska samhällen genom den kunskap som finns inom samtida samhällsvetenskaplig teori.
Arkeologer arbetar i första hand med materiella lämningar (fornlämningar) och kompletterar med skriftligt material om det finns. Detta till skillnad från historiker som i första hand arbetar genom skriftliga källor. Dock har det på senare tid även uppkommit en arkeologi som sysslar med historisk tid. Skriftliga källor kan dels innehålla fragment som direkt handlar om det område man är intresserad av, dels ge ett förklarande allmänt historiskt sammanhang.

## Förhistorisk tidsindelning
Den förhistoriska tiden delas in i tre perioder, stenåldern, bronsåldern och järnåldern. Denna uppdelning kallas för treperiodsystemet och uppfanns av den danske arkeologen Christian Jürgensen Thomsen på 1820-talet. Periodindelningen tar sin utgångspunkt i vilket material redskapen tillverkades i under de respektive perioderna. De tre perioderna delas i sin tur in i underperioder.
Thomsens treperiodssystem är främst giltigt för den gamla världen, i Syd-, Mellan- och Nordamerika används andra indelningar, liksom i Australien. Här talar man till exempel om Arkaisk tid och klassisk tid.

## Stenåldern
Stenåldern är den första perioden i människans historia. Den börjar i och med att de första homininerna lär sig tillverka stenverktyg för ca 2 miljoner år sedan. Stenåldern delas i sin tur in i tre delperioder, Paleolitikum, Mesolitikum och Neolitikum.
De bägge perioderna paleolitikum och mesolitikum kallas i bland, med ett samlingsnamn, för "jägarstenåldern". Under denna tid levde människan av jakt och insamling av ätliga växter. I och med neolitikum inleddes "bondestenåldern", den började för ca 10 000 år sedan i mellanöstern och nådde Skandinavien för ca 6000 år sedan.

### Paleolitikum
Paleolitikum betyder gamla stenåldern och var stenålderns äldsta period. Delperioden Tidigpaleolitikum är äldre än de äldsta moderna människorna, Homo sapiens, och börjar med Homo habilis och den första användningen av stenverktyg för omkring 2,5 miljoner år sedan. Tidiga Homo sapiens uppkom för omkring 200 000 år sedan, och därefter börjar Mellanpaleolitikum.
Någon gång under Mellanpaleolitikum utvecklade människan språket, musiken och tidig konst liksom det ritualiserade begravandet av döda. Människor spred sig från östra Afrika till Mellanöstern för omkring 80 000 år sedan, och vidare till södra Asien och Australasien för 50-60 tusen år sedan. Mot norr spred de sig till Europa för omkring 40 000 år sedan, och från Asien till Amerika för cirka 15 000 år sedan. Delperioden Senpaleolitikum anses börja för ungefär 40 000 år sedan tillsammans med uppkomsten av högkultur. Expansionen till Nordamerika och Oceanien ägde rum under den senaste istidens glaciala maximum när dagens tempererade regioner var mycket ogästvänliga. Vid slutet av istiden för omkring 12 000 år sedan hade i stort sett alla isfria delar av jorden koloniserats.

### Mesolitikum
Mesolitikum är den tidsperiod i människans förhistoria som ligger mellan stenålderns perioder paleolitikum och neolitikum. Begreppet "mesolitikum" används främst om utvecklingen i norra Europa. På andra platser går utvecklingen direkt från paleolitium till neolitikum, eller så talar man om epipaleolitikum.
Mesolitikum karaktäriseras främst av att den värmeperiod som inleds i och med den senaste istidens slut leder till att den paleolitiska megafaunan försvinner och de senpaleolitiska jägarna tvingas övergå till jakt av småvilt och fiske. De nya livsförhållandena leder till nya teknologiska innovationer och mikroliterna gör sitt insteg i redskapsinventariet, dessa fästs i ben- eller hornskaft. Fiskeutrustning (exempelvis flöten), stenyxor och även träföremål som kanoter och pilbågar har påträffats från perioden.

### Neolitikum
Neolitikum, bondestenåldern eller yngre stenåldern är den period i människans historia som följer på mesolitikum eller i andra indelningar, paleolitikum. Under den yngre stenåldern infördes jordbruk och boskapsskötsel. Människan blev också bofast. Befolkningen ökade och nya redskap utvecklades. Stonehenge uppfördes under denna tid.

## Bronsåldern

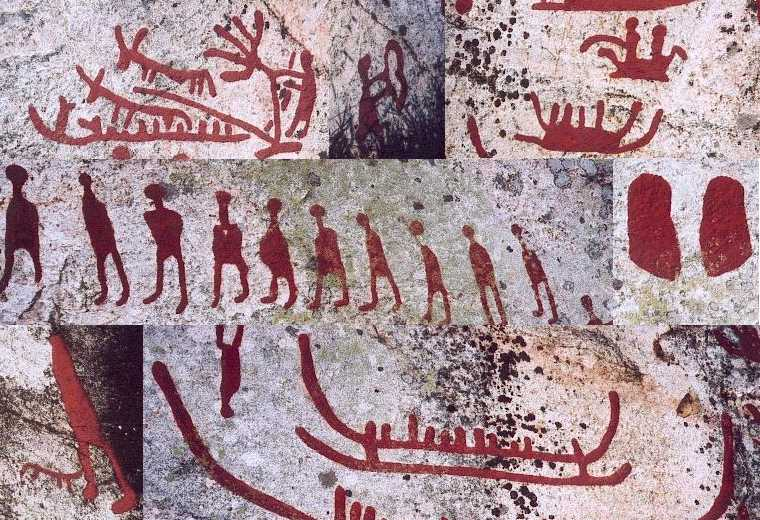
Hällristning från Häljesta, Västmanland, gjorda under bronsåldern

Bronsåldern börjar även den i mellanöstern med Urukkulturen för ca 5000 år sedan. Bronsåldern börjar när man lär sig att smälta koppar och tenn och blanda dessa till brons. På en del platser räknar man med en kopparstenålder mellan sten- och bronsåldern.

## Järnåldern
Järnåldern började under 1100-talet f.Kr. i antikens främre Orienten, antikens Indien (med post-rigvediska vedisk tid), och antikens Grekland. I andra regioner av Europa började perioden mycket senare. Järnåldern började under 700-talet f.Kr. i Centraleuropa och under 500-talet f.Kr. i norra Europa. Järnet hade då varit känt sedan länge. Förutom äldre användning av meteoritjärn började hettiterna bruka järn på 1400-talet f.Kr.
Järnåldern sägs vanligtvis sluta i områdena omkring Medelhavet med inledningen av den hellenistiska eran och det Romerska kejsardömet, i Indien med intåget av buddhismen och jainismen, i Kina med konfucianismen och i norra Europa med den tidiga medeltiden.

## Några viktiga hållpunkter
- I östra Afrika har forskare hittat bitar av skelett från människoliknande varelser som levde för ungefär 3 miljoner år sedan. Lucy är till exempel ett skelett från denna tid.
- De människor som skapade de äldsta gravarna som hittats, brukar kallas neandertalare, för att de första skelettet hittades i Neandertal i Tyskland, mitten av 1800-talet.
- Cro Magnon kallas den första nutida människan. De har gjort grottmålningarna i Altamira, Spanien och Lascaux-grottan i Frankrike.
- För ca 10 000 år sedan började människan odla och använda jordbruk. Därmed inträder neolitikum.
- Den förhistoriska tiden slutar i och med att skrivkonsten införs i ett område. Det första kända skriftspråket kallas kilskrift och börjar användas ca 3400 före Kristus.
- I Norden räknas ungefär tiden mellan 12 000 före Kristus och 1000 efter Kristus som förhistorisk tid.